# 精神的苦痛
精神的苦痛（英語：Mental distress、心理的苦痛）とは、悲しみ・恐怖などの過度のストレスがかかった場合に感じる苦痛である。メンタルヘルスなどで使用される用語で、法律関係などでは精神的損害とも呼ばれる。

## 原因
イジメ、パワーハラスメント、セクシャルハラスメントなどの嫌がらせ(ハラスメント)行為による人権蹂躙、信じていた人間の裏切り、脅迫・戦争・拷問・交通事故などの恐怖に晒されるような事態などによって引き起こされる。

## 裁判
精神的損害を加えた加害者は、民法第710条等に則って慰謝料が請求される場合がある。また、これらの行為で精神疾患にかかり精神科の通院や入院を行う事態になった場合は、損害賠償（裁判にかかった費用、治療費、通院費、休業補償なども含まれる）の請求も行われる。
それ以外にも、名誉毀損、侮辱罪、プライバシーの侵害などの人権侵害の場合は、民法第709条に則り権利の回復が請求されるほか刑事罰も課される。このように、精神的損害による損賠賠償以外にも、同時に別の刑事罰などが課されることがある。